# خيوط من الماضي (مسلسل)
خيوط من الماضي هو مسلسل تلفزيوني عراقي.

## الممثلون
- بهجت الجبوري.
- فوزية حسن.
- سناء عبد الرحمن.
- عبد الجبار كاظم.
- إنعام الربيعي.
- طعمة التميمي.
- عبد الجبار كاظم.
- سليمة خضير.